# Henry Brougham Guppy
Henry Brougham Guppy, född 23 december 1854 i Falmouth, England, död 23 april 1926 i Martinique, Västindien, var en brittisk botaniker och läkare.
Efter studier vid St. Bartholomew’s Hospital i London och Edinburghs universitet blev han läkare och fick anställning i Royal Navy. Under perioden 1876-1885 arbetade han som skeppsläkare, först på fartyget HMS Hornet, som var stationerat i Kina och Japan, och därefter ombord på HMS Lark, som gjorde upptäcktsresor i de västra delarna av Stilla havet. Resorna gav honom tillfälle att studera naturen och de infödda befolkningarna på ett stort antal öar i Stilla havet. Han sammanställde sina observationer i The Solomon Islands and Their Natives som kom ut 1887.
1888 besökte han Kokosöarna där han tillbringade 10 veckor på Keeling-atollen. Året därpå publicerade han tre artiklar om ögruppen i The Scottish Geographical Magazine.

## Utmärkelser
Guppy tilldelades Linnean Societys medalj i guld 1917 och blev Fellow of the Royal Society 1918.